# Wicekrólestwo Nowej Granady
Wicekrólestwo Nowej Granady (hiszp. Virreinato de Nueva Granada) – kolonia hiszpańska, wydzielona w 1717 z Wicekrólestwa Peru, obejmowała dzisiejsze Wenezuelę, Gujanę, Kolumbię, Panamę, Ekwador oraz Trynidad i Tobago. Stolicą kraju była Bogota.
W 1819 oficjalnie proklamowano utworzenie Wielkiej Kolumbii. Oddziały hiszpańskie ostatecznie złożyły broń w 1822.

## Lista wicekrólów Nowej Granady
- 1717 Nicolás Infante de Venegas
- 1717–1718 Francisco del Rincón
- 1718–1719 Antonio de la Pedroza y Guerrero
- 1719–1723 Jorge de Villalonga
  - 1724–1739 część Wicekrólestwa Peru
- 1739–1740 Francisco González Manrique de Lara
- 1740–1743 Sebastián de Eslaba y Lazaga
- 1743–1749 Francisco Güemez de Horcasitas
- 1749–1753 José Alfonso Pizarro
- 1753–1761 José Solís Folch de Cardona
- 1761–1772 Pedro Messía de la Cerda
- 1773–1776 Manuel de Guirior y Portal de Huarte y Edozain
- 1776–1782 Manuel Antonio Flores Maldonado Martínez de Angulo y Bodquín
- 1782 Juan de Torrezar Díaz y Pimienta (tymczasowo)
- 1782 Juan Francisco Gutíerrez de Piñeres (tymczasowo)
- 1782–1788 Antonio Caballero y Góngora
- 1788–1789 Francisco Gil de Taboada y Lemus Villamarín
- 1789–1797 José Manuel Ignacio Timoteo de Ezpeleta Galdeano Dicastillo y del Prado
- 1797–1803 Pedro Mendinueta y Múzquiz
- 1803–1810 Antonio Amar y Borbón
- 1810–1811 Manuel Bernardo de Álvarez
- 1811–1812 Juntas de Gobierno
- 1810–1813 Benito Pérez Brito de los Ríos Fernández Valdelomar
- 1813–1816 Juan de la Cruz Mourgeon
- 1816–1818 Francisco Montalvo y Ambulodi Arriola y Casabant Valdespino
- 1818–1819 Juan José de Sámano y Urribarri de Rebollar y Mazorra
- 1819–1821 Juan de la Cruz Mourgeon y Achet (Kapitan Generalny)